# Heterogenität

Schematische Darstellung von homogen, heterogen und inhomogen (v. l. n. r.)

Heterogenität (altgriechisch ἕτερος héteros, „anders, abweichend“ und altgriechisch γένος genos, „Geschlecht, Art, Gattung“) ist allgemein die Uneinheitlichkeit oder Verschiedenheit der Elemente einer Menge hinsichtlich eines oder mehrerer Merkmale. Gegensatz ist die Homogenität.

## Allgemeines
Heterogenität bedeutet Verschiedenartigkeit in Geschlecht, Rasse, Gattung oder Abstammung oder eine aus ungleichartigen Elementen bestehende Gesamtheit. Für den Pädagogen Norbert Wenning ist „Heterogenität … ein ‚relativer‘ Begriff, sie hängt vom Maßstab ab und ist nur zusammen mit Homogenität zu betrachten, wird erst durch Vergleichsoperationen ‚hergestellt‘ und ist wandelbar“. Die allgemeine Definition von Heterogenität muss sehr abstrakt ausfallen, in einzelnen Fachgebieten kann sie jedoch konkreter vorgenommen werden.

## Fachgebiete
Der Begriff kommt in allen Natur- und Geisteswissenschaften vor. Als heterogen wird dort das übergeordnete System (Körper, Gesamtkosten, Datensatz usw.) bezeichnet, nicht jedoch seine einzelnen Bestandteile.
Chemie
In der Chemie heißt ein heterogenes Gemisch Dispersion. Liegen einer oder mehrere an einer chemischen Reaktion beteiligten Stoffe in mehreren Phasen vor, so spricht man von heterogenen Reaktionen oder heterogenen Gleichgewichten.
Physik
Heterogenität steht in der Physik zusammen mit Inhomogenität im Gegensatz zu Homogenität. Heterogene Stoffe stehen im Gegensatz zu homogenen und inhomogenen Stoffen, die nur aus einem Material bestehen. In einem heterogenen System können sich die Eigenschaften an Grenzflächen sprunghaft ändern bzw. von Individuum zu Individuum stark unterscheiden. In einem heterogenen Gemisch kann man, im Gegensatz zu einem homogenen Gemisch, die verschiedenen Teilchen mit optischen Hilfsmitteln (dem Auge oder mit Hilfe eines Mikroskops) unterscheiden. Inhomogenität meint meist eine stetige Ortsabhängigkeit einer Größe, beispielsweise Temperatur- oder Konzentrationsgradienten, im Gegensatz zum homogenen Feld.
Statistik
In der Statistik gilt für heterogene Systeme oder Bevölkerungsgruppen, dass anhand einer kleinen Stichprobe nicht auf die Gesamtheit geschlossen werden kann. Um zu einer geeigneten Streuung in der Stichprobe zu gelangen, wird bei der geschichteten Stichprobe die heterogene Grundgesamtheit in (weniger heterogene) Teil-Gesamtheiten („Schichten“) zerlegt, um aus jeder Schicht eine eigene Zufallsstichprobe zu ziehen.
Volkswirtschaftslehre
Heterogenität ist in der Volkswirtschaftslehre eine Eigenschaft von Gütern und Dienstleistungen, uneinheitlich und differenziert zu sein und entweder Qualitätsunterschiede oder Präferenzen aufzuweisen (heterogene Güter).
Ein heterogener Markt liegt vor, wenn auf Seiten der Nachfrager Präferenzen und Qualitätsunterschiede für die auf ihm gehandelten Güter/Dienstleistungen vorhanden sind.
Die folgende Tabelle zeigt die Unterschiede zwischen homogenen und heterogenen Gütern:
| Kriterium       | homogene Güter                            | heterogene Güter                              |
| --------------- | ----------------------------------------- | --------------------------------------------- |
| Marktform       | Börse, Versandhandel                      | Geschäfte, Kaufhäuser                         |
| Marktteilnehmer | interagieren indirekt                     | interagieren direkt                           |
| Preisbildung    | Auktionen, kontinuierliche Preisanpassung | Listenpreise, individuelle Preisverhandlungen |

Homogene Güter gibt es lediglich auf Börsen und teilweise im Versandhandel. Dort treten die Marktteilnehmer nur indirekt auf, denn die Übergabe der Handelsobjekte geschieht nicht unmittelbar zwischen Verkäufer und Käufer. Zwischen diese sind Skontroführer oder Postunternehmen geschaltet.